# Marceau Mairesse
Marceau Mairesse (Leval-Trahegnies, 18 januari 1945) was een Belgisch volksvertegenwoordiger en senator.

## Levensloop
Na zijn technische studies werd Mairesse van 1969 tot 1991 leraar algemene mechaniek in het Diocesaan Technisch Instituut van Fontaine-l'Évêque. Hij nam actief deel aan de protestbewegingen binnen de scholen, op het einde van de jaren tachtig.
Hij werd actief bij de PSC van Morlanwelz. In 1971 werd hij provincieraadslid in Henegouwen, een mandaat dat hij vervulde tot in 1991. In 1977 werd hij gemeenteraadslid van Morlanwelz, een functie die hij nog steeds uitoefent. In januari 1995 werd hij onverwacht schepen en kreeg de bescheiden bevoegdheden van eredienst en begraafplaatsen. Mairesse had problemen met zijn partij en kwam met een eigen lijst op in 2000.
Gedurende vele jaren beheerde Mairesse het sociaal dienstbetoon van Philippe Maystadt. Zodoende was het onder de leiding van de christendemocratische voorman dat hij zich op het parlementaire pad begaf. In november 1991 werd hij verkozen in de Senaat, als rechtstreeks gekozen senator voor het arrondissement Charleroi-Thuin. Hij zetelde zodoende in de periode 1992-1995 ook in de Waalse Gewestraad en de Raad van de Franse Gemeenschap. In mei 1995 werd hij verkozen in de Kamer van volksvertegenwoordigers, een mandaat dat hij vervulde tot in 1999. Toen begonnen de problemen met zijn partij.
Gemeenteraadslid in Morlanwelz, bleef hij vanaf 2001 in de oppositie. Hij sloot aan bij de MCC van Gerard Deprez (die later tot de Mouvement Réformateur ging behoren), maar werd niet meer verkozen voor het parlement. In 2006 werd hij opnieuw tot gemeenteraadslid verkozen op een lijst Alliance pour un renouveau communal. In 2012 en 2018 werd hij opnieuw verkozen op de lijst M+. 